# Burmezomus
Genre
Burmezomus est un genre de schizomides de la famille des Hubbardiidae.

## Distribution
Les espèces de ce genre se rencontrent en Birmanie et en Inde.

## Liste des espèces
Selon Schizomids of the World (version 1.0) :
- Burmezomus cavernicola (Gravely, 1912)

et depuis
- Burmezomus chaibassicus (Bastawade, 2002)

Schizomus chaibassicus a été placée dans ce genre par Kulkarni en 2012.

## Publication originale
- Bastawade, 2004 : Revision of some species of family Schizomidae (Arachnida: Schizomida) on the basis of types deposited by F.H. Gravely (1911-1925) in the National Collection, Zsi, Kolkata. Journal of the Bombay Natural History Society, vol. 101, no 2, p. 211-220.